# Euphorbia brevicornu
Euphorbia brevicornu är en törelväxtart som beskrevs av Ferdinand Albin Pax. Euphorbia brevicornu ingår i släktet törlar, och familjen törelväxter. Inga underarter finns listade i Catalogue of Life.